# Vitis aestivalis
Vitis aestivalis es una especie de vid autóctona del este de América del Norte en la zona comprendida desde el sur de Ontario al este de Vermont, al oeste de Oklahoma, y el sur de Florida y Texas.

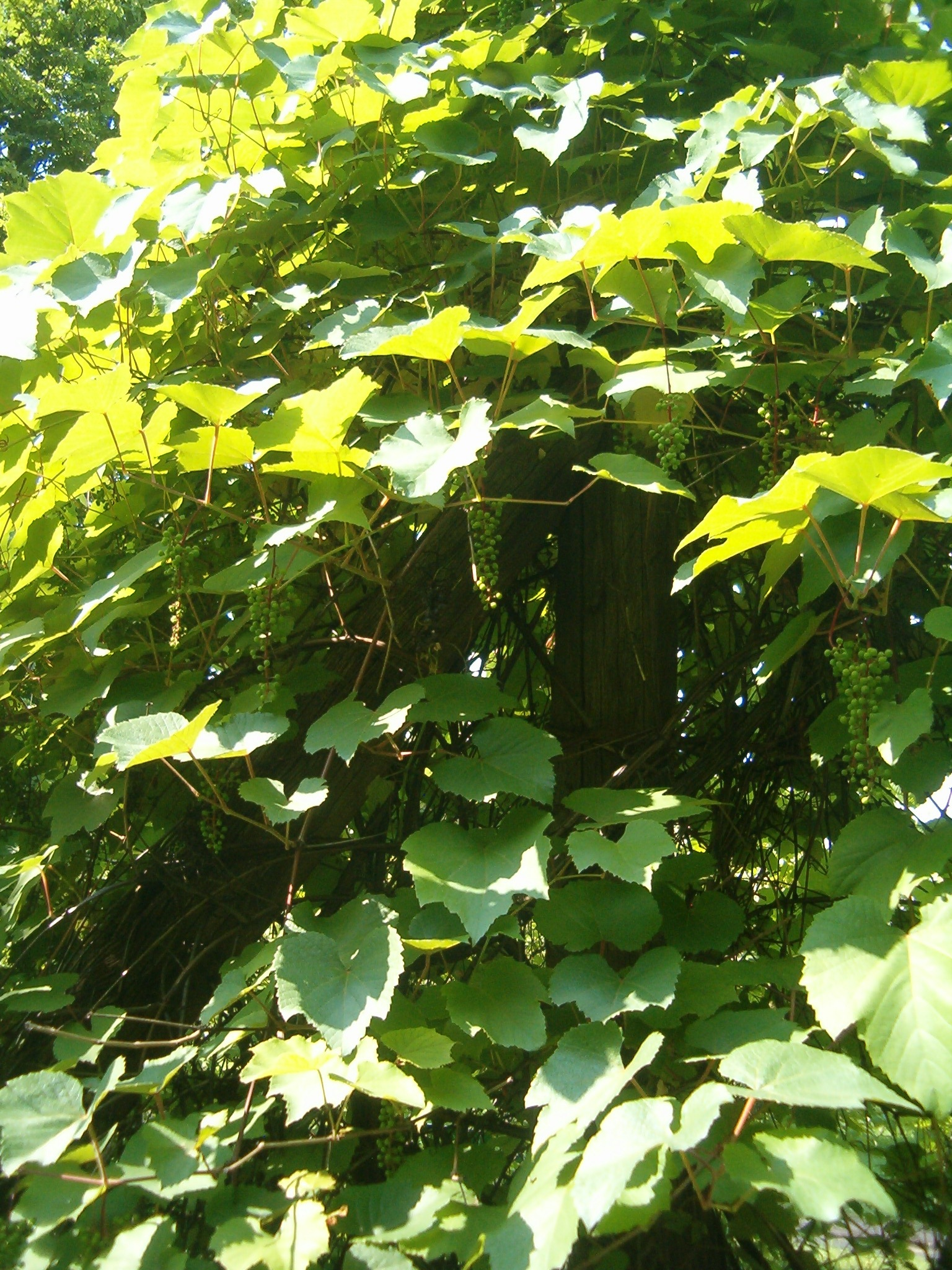
Vista de la planta

## Descripción
Es una trepadora vigorosa, creciendo de 10 metros o más altura sobre árboles. Las hojas miden entre 7 a 20 centímetros de largo, suborbiculares, y usualmente un poco más anchas que largas; son variables en forma, con tres o cinco lóbulos, verdes por encima y densamente con un envés velloso. Las flores se producen en una panícula densa de 5-15 centímetros de largo. La fruta es una uva pequeña de 5-14 milímetros de diámetro, de color morado oscuro o negro. Es la uva oficial del estado de Misuri.
Hay cuatro variedades:
- Vitis aestivalis var. aestivalis.
- Vitis aestivalis var. bicolor Deam, anteriormente llamada Vitis bicolor, pero ahora considerada una variación del norte de Vitis aestivalis. El área de distribución natural es el Noreste de Estados Unidos y partes del Sur de Ontario.
- Vitis aestivalis var. lincecumii (Buckley) Munson.
- Vitis aestivalis var. bourquiniana, nativa del sur, a veces llamada Vitis bourquinana, tiene un tomentoso envés de las hojas.

## Cultivo y usos
Varios cultivares han sido seleccionados, incluyendo a 'Norton', se cree que es la uva más antigua de América en producción comercial. 

## Taxonomía
Vitis aestivalis fue descrita por André Michaux y publicado en Flora Boreali-Americana 2: 230–231. 1803.
Etimología
'Vitis; nombre genérico que es tomado directamente del Latín vītis, vitis, la vid, el sarmiento, vitis vinea siendo el vino
aestivalis: epíteto latíno que significa "del verano"
Variedades aceptadas
- Vitis aestivalis var. argentifolia (Munson ex L.H. Bailey) Fernald
- Vitis aestivalis var. bourquiniana (Munson) Bailey
- Vitis aestivalis var. smalliana (L.H. Bailey) Comeaux
- Vitis aestivalis subsp. sola (L.H. Bailey) W.M. Rogers

Sinonimia
- Vitis aestivalis var. aestivalis
- Vitis labrusca var. aestivalis (Michx.) Regel
- Vitis vinifera var. aestivalis (Michx.) Kuntze	[7]